# The Gunk
The Gunk é um jogo de ação e aventura desenvolvido pela Thunderful Development e publicado pela Thunderful Publishing. O jogo foi lançado em 16 de dezembro de 2021 para Microsoft Windows, Xbox One e Xbox Series X/S, o jogo foi lançado no Primeiro Dia no Xbox Game Pass.

## Jogabilidade
The Gunk é um jogo de ação e aventura com história, jogado de uma perspectiva de terceira pessoa. No jogo, o jogador assume o controle de Rani, uma catadora de lixo que chegou a um planeta alienígena com seu parceiro Becks. O planeta alienígena apresenta vários biomas, como cânions, selvas e cavernas, mas os terrenos foram corrompidos por um parasita preto semelhante a um lodo chamado Gunk, que está ativamente prejudicando o meio ambiente e sua vida selvagem. Rani está equipada com uma luva de poder que pode ser usada para sugar a gosma, restaurando efetivamente o ambiente original. Os jogadores também podem precisar lutar contra monstros corrompidos. Quando a gosma é removida, a vida selvagem prospera, e o jogador pode usar o scanner de Rani para escanear o ambiente e aprender mais sobre o mundo. Todas as descobertas serão documentadas em um diário de bordo que os jogadores podem ler.

## Enredo
Os catadores Rani e Becks descobrem uma forte fonte de energia de um planeta desconhecido e decidem pousar para investigar. Enquanto Becks fica com a nave, Rani explora o planeta e coleta recursos usando sua luva motorizada, Pumpkin. Ela descobre que uma estranha substância orgânica que ela chama de gosma poluiu o meio ambiente, mas remover a gosma com abóbora ajuda a restaurar a beleza do planeta. Rani descobre as ruínas de uma civilização alienígena e, enquanto Becks tenta dissuadi-la de investigar, pois não há valor em tais relíquias, Rani começa a procurá-las.
Rani descobre que a espécie alienígena construiu uma sociedade próspera, mas fugiu quando a gosma começou a aparecer. Ela encontra um dos alienígenas mantidos vivos em uma cápsula e o liberta. O alienígena, chamado Hari, explica que eles viveram em harmonia com o planeta por séculos, mas quando uma entidade chamada Jardineiro chegou, ele fez com que a gosma aparecesse e forçou os alienígenas a saírem do planeta. Becks discute com a decisão de Rani de ir em direção ao Jardim para tentar acabar com a sujeira, e logo para de falar com ela, deixando Rani sozinha.
Quando ela chega ao Jardim, o Jardineiro identifica Rani como humana e a acusa de também ser destrutiva para os planetas em toda a galáxia, e a expulsa do Jardim. Em um deserto do planeta, Rani encontra sua máscara quebrada e sua saúde começa a diminuir devido à exposição à gosma, mas ela é resgatada por Becks e Hari, Becks muda de ideia e percebe que estava errada em afastar Rani, tendo colocado sua preocupação com seu estado financeiro e perdendo sua nave por causa de sua amizade. Com a orientação de Hari, Rani encontra um caminho de volta para o Jardim. Com o apoio de Becks e Hari, Rani é capaz de derrotar o Jardineiro. Eles acabam com os sistemas que criam a gosma e, depois de se despedirem de Hari, retornam ao espaço povoado, tentando determinar que história contarão às autoridades locais.

## Desenvolvimento
O jogo foi desenvolvido pela Image & Form, o estúdio por trás da série SteamWorld. A equipe começou a conceituar ideias para um novo jogo após o lançamento de SteamWorld Dig 2 (2017). Eles queriam criar um jogo que fosse maior em escala e que apresentasse computação gráfica 3D. Por ser um dos primeiros jogos 3D do estúdio, a Image & Form decidiu usar o Unreal Engine 4, o que permitiu uma transição suave para a equipe. O primeiro protótipo do jogo foi criado pelo diretor Ulf Hartelius. O protótipo incluía vários movimentos básicos do personagem e via o jogador "[aspirando] gosma viscosa do chão e observando as plantas crescerem novamente". A equipe acreditou que a experiência foi "ridiculamente gratificante" e decidiu transformá-la em um projeto completo. Ao contrário dos jogos anteriores do SteamWorld, que foram lançados em muitas plataformas, os visuais 3D do jogo exigiam que a equipe trabalhasse com hardwares mais poderosos. Portanto, a equipe fez parceria com a Microsoft para lançar o jogo exclusivamente no Microsoft Windows, Xbox One e Xbox Series X/S.
O Gunk foi anunciado oficialmente em 24 de julho de 2020 durante o Xbox Series X Games Showcase. No mesmo ano, a Image & Form se fundiu com a Zoink e a Guru Games para formar a Thunderful Development, que continuaria a desenvolver o jogo. Inicialmente programado para ser lançado em setembro de 2021, o jogo foi adiado para 16 de dezembro de 2021.

## Recepção
The Gunk recebeu críticas "mistas ou médias", de acordo com o agregador de críticas, Metacritic.
CJ Andriessen, da Destructoid, deu ao jogo uma nota seis de dez, classificando-o como um "título intermediário", elogiando sua direção de arte e sensação gratificante enquanto criticava a falta de iteração do loop de jogabilidade ao longo da campanha de cinco horas. Tom Marks, da IGN, chamou o loop de jogabilidade de "satisfatório", alegando que a introdução de novas ideias nunca tornou o jogo excessivamente emocionante devido à mecânica de movimento limitada. Ele também elogiou a construção do mundo e a atmosfera do jogo, bem como a história por serem envolventes em áreas onde a jogabilidade poderia ter ficado tediosa. Christian Donlan, da Eurogamer, recomendou o jogo, elogiando a atenção dos desenvolvedores do SteamWorld aos detalhes intrincados, mundo colorido e natureza compacta, afirmando que o ato de chupar gosma era "uma alegria absoluta" enquanto citava a história como outro componente valioso que incentivou o término da campanha.
O GamesRadar+ chamou a história e os personagens do jogo de "intrigantes" e o ato de aspirar gosma de "satisfatório", enquanto criticava a gama limitada de desafios e quebra-cabeças, a natureza básica do loop de jogabilidade por ultrapassar suas boas-vindas e o sistema de progressão inútil. Jill Grodt, da Game Informer, considerou que o jogo era amplamente evocativo de outros jogos sem nunca atingir suas alturas, citando o conflito da história como a principal razão para jogar toda a campanha, e lamentou que o mundo não tenha sido realizado o suficiente. A GameSpot chamou o título de "pouco ambicioso", criticando sua incapacidade de se envolver devido ao design excessivamente simplista, enquanto elogiava os relacionamentos dos personagens e a natureza relaxante do jogo.

## Ligações Externas
- The Gunk
- The Gunk. no IMDb.
- The Gunk. no MobyGames.